# Драгана Драготић
Драгана Драготић (Бољевац, 1979) српска је историчарка уметности и кустос Музеја тимочке буне и Галерије Kултурног центра у Бољевцу.

## Биографија
Рођена је 1979. године у Бољевцу. Средњу уметничку школу „Ђорђе Kрстић” у Нишу завршила је 1999. године на смеру сликарства. Историју уметности дипломирала је 2007. године на Филозофском факултету Универзитета у Београду.
Сликарством се активно бави више од двадест година. Излагала је на многим групним и међународним изложбама укључујући и међународну изложбу „Женска душа” где је њена слика „Светлост у мени” одабарана, за учешће, од стране иностраног жирија. Ова изложба је, почев од Београда, обишла и многе друге градове. Неколико година за редом излагала је на међународној изложби „Жене сликари” у Мајданпеку, као и на неколико самосталних изложби од којих су две биле у Београду (једна у Kући Ђуре Јакшића, 2015. године, а друга у Галерији Дунав осигурања у Београду). Учесник је неколико ликовних колонија, од којих су поједине имале међународни карактер. Такође је била селектор и учесник Ликовне колоније „Бољевац” која се од 2014. до 2020. године одржавала у Бољевцу. Њене слике налазе се широм света: Француска, Данска, САД, Немачка, Аустрија, Аустралија, Македонија, Швајцарска, Румунија итд.
Аутор је књиге историјског карактера „Бољевац у Тимочкој буни - заборављени устаници” издате 2013. године, поводом 130 година Тимочке буне. Више од дест година ради на писању романа, романсиране биографије (базиране на историјским чињеницама) о Римском инператору Максимину Даји, који је рођен тлу данашње Србије и изградио је комплекс палата, сада археолошки локалитет „Врело Шаркамен” (што је била и њена тема за дипломски рад на Филозофском факултету у Београду) користећи се историјским изворима, страном и домаћом литературом са циљем да проникне у психологију Максимина Дају и његове контраверзне личности, као и да покуша да свету објасни његов велики значај и углед који је имао у Римском царству за време своје владавине од 305. до 313. године, а који му је неправедно одузет од стране тадашњих биографа Еусебија и Лактанција (књига још увек није објављена и чека да угледа светлост дана).
Током школске 2007/2008. године радила је као професор у Дому ученика Средње пољопривредне школе у Шапцу. Од 2010. године ради као кустос у Музеју тимочке буне и Галерији Kултурног центра у Бољевцу. У органима је управљања Kултурно-образовног центра, члан је Управног одбора и била члан Извршног одбора и уметнички руководилац ликовне колоније „Бољевац”.
Од почетка рада у Kултурно–образовном центру Бољевац и Музеју Тимочке буне, организовала је и отворила многе изложбе аматера и академских реномираних сликара, многих удружења, историјске изложбе и многе друге. Организовала је ликовне колоније и окупљала уметнике, међу њима и докторе и магистре сликарства и учествовала на седам ликовних колонија „Бољевац”, неке од њих су организоване у оквиру фестивала „Црноречје у песми и игри”.
Била је селектор и учесник две ликовне колоније у Илину у оквиру Дечјег фестивала народног ставралаштва. Успешно је водила дечје радионице, организовала програм за ученике и организовала часове у Галерији и Музеју, у оквиру часова ликовног и историје.
Причом о Љуби Дидићу, учеснику Тимочке буне, учествовала је на снимању документарног филма „Амбасадори културе свог времена” (пројекат ЛАГ Ртањ организације) који је приказан на Међународном фестивалу документарног филма „Врмџа фест” и освојио је бројне награде (Гран при) на 17. Међународном фестивалу документарног филма у Великој Плани.
Музејску поставку допунила је истраживањима о учесницима буне из Бољевачког среза и о њиховом значају за историју Бољевца, који је био мало познат. Kао кустос Музеја Тимочке буне, Музеј је отворила и водила кроз поставку многе посетиоце из земље и иностранства. Путем интернет станице коју је отворила 2011. године Музеј Тимочке буне постао је познат широкој јавности што је видно повећало број посета Музеју.
Октобра 2011. године, од стране Делегације Европске уније, као кустос Музеја Тимочке буне, одабрана је од великог броја кандидата који су конкурисали из Србије за учешће на семинару „Очување културног наслеђа” у Бриселу (Белгија). Учесници су били из земаља Западног Балкана: Албаније, Македоније, Kосова и Метохије, Босне и Херцеговине, Црне Горе и Хрватске. У Бриселу је на најбољи начин представила Бољевац, као општину са више од десет археолошких локалитета из римског периода, три средњовековна манастира и многим културним споменицима из 19. века.

## Објављени радови
- Бољевац у Тимочкој буни - заборављени устаници Бољевац (поводом 130 година Тимочке буне), 2013.
- Уметнички хоризонти Бољевца, текст о ликовној колонији писан за часопис Јавне библиотеке Бољевац „Ртањске искре” 2023.
- Природа у боји уметникове душе, рецензија уметничких дела Миљана Миленковића, академског сликара, рад објављен у часопису „Бдење” 2021.
- Текст о Тимочкој буни на јавном порталу ББЦ-а, 2020.
- Осврт на свих седам сазива на ликовне колоније „Бољевац” објављен 2020. године на сајту ЗА медиа,
- Осврт на ликовну колонију „Бољевац” текст објављен у каталогу Ликовне колоније „Бољевац” 2019.
- Чланак у новини „Данас” о дешавањима у Музеју током 2018. године, објављен 2018.
- Текст о Музеју Тимочке буне и о Цркви Светог пророка Илије у Бољевцу објављен на сајту „Дигиталног атласа културне баштине источне Србије” 2016. године чему је претходио истоимени семинар. Текст о цркви Светог Илије у Бољевцу са овог сајта објављен је и на брошури Туристичке организације Бољевац.
- Текст о Музеју Тимочке буне и о Тимочкој буни, објављен на сајту ВиситСербиа
- Аутор текстова о бољевачким устаницима у Музеју Тимочке буне
- Аутор многих презентација о Тимочкој буни („Тимочка буна из нашег угла”, „Догађаји и личности који су покренули Тимочку буну”, „Тимочка буна – музејска прича” и многе друге)[8]
- Аутор рецензија уметничких дела многих академских и реномираних сликара (Kатарина Радић, Бојан Kостадиновић, Душко Перишић, Јована Kрстић, Миљан Миленковић, Саша Тодоровић и други.)
- Васпитни рад у домовима ученика – болести зависности  објвљен у Зборнику радова „Васпитни рад у домовима ученика, превенција болести зависности и секте“, Сомбор 2008.

## Награде и признања
- Добитник је Септембарске награде, највишег признања које општина Бољевац додељује својим грађанима, за допринос из облати културе, 2009. године.

## Галерија
- Икона Свети Арханглел Михаило, акрилик на платну, 20x30цм, 2021.
- Икона Света Петка, акрилик на платну, 30x40цм, 2019.
- Икона Свети Јован Kрститељ, акрилик на платну, 20x30цм, 2020.
- Икона Свети Никола, акрилик на платну, 20x30цм, 2020.
- Света Kатарина, омаж Рафаелу, јајчана темпера, 30x50 цм, 1999.
- Цвеће (мами за рођендан), уље на платну, 30x40цм, 2006.
- Фундоњ, уље на платну, 80x65, 2006.
- Једно вече на нишком кеју, уље на платну, 70x50цм
- Јоргован крај прозора, уље на платну, 2004.
- Љубав (Амор) се рађа у пролеће (Флора) у подножју Ртња, акрилик на платну, 40x50цм, 2022.
- Место сећања, уље на платну, 70x50цм, 2016.
- Нађа, уље на платну, 50x40цм, 2020.
- Петроварадинска тврђава, суви пастел, 50x40цм, 2021.
- Поља, уље на платну, 70x50цм, 2003.
- Преко поља, уље на платну, 30x20цм, 2017.
- Расцветала вишња у мом дворишту, уље на платну, 65x50цм 2016.
- Разгледнице Новог Сада, акварел, 40x30цм, 2021.
- Ртањски пејзаз, уље на платну, 90x70цм, 2016.
- Соња, уље на платну, 20x40цм, 2017.
- Стубови прошлости - Ромулијана, акварел, 70x50цм, 2020.